# A Nordic Poem
A Nordic Poem es el primer álbum de estudio del proyecto musical de Folk/Viking Metal, Folkearth. A causa de la baja calidad del sonido fue remasterizado y relanzado.

## Canciones
1. (Intro) The Pipes Are Calling
2. Wolfsong In Moonlight (Fenris Unbound)
3. Horned Trolls And Mystical Folk
4. Rhyming With Thunder
5. Eldritch Sorcery And Faery Runes
6. In Odin's Court
7. Storm Ravens Come
8. Gryningssang
9. Gaelic Valor
10. Outro

- Datos: Q4658659